# Mésange de Caroline
Poecile carolinensis
Espèce
Statut de conservation UICN

 LC  : Préoccupation mineure
Synonymes
- Parus carolinensis

La mésange de Caroline (Poecile carolinensis) est une espèce d'oiseaux néarctique de la famille des Paridae.

## Répartition

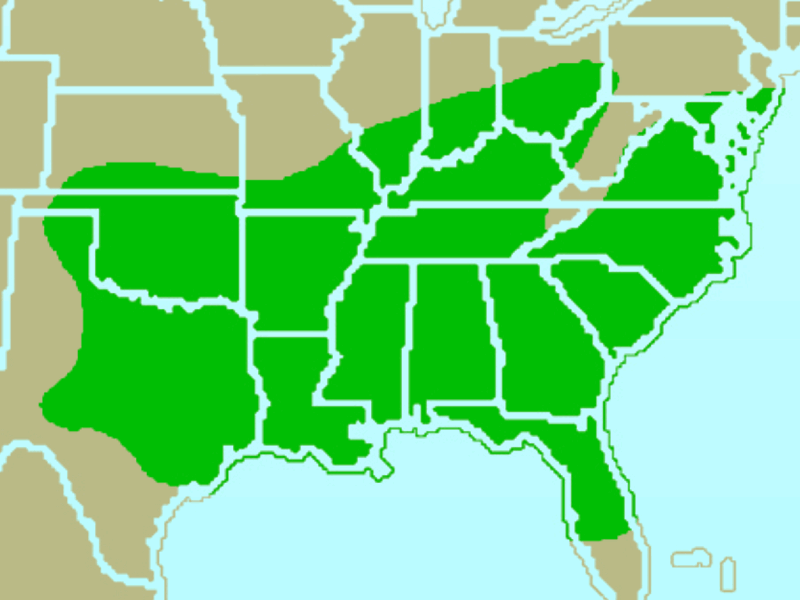
Carte de répartition de l'espèce.

## Sous-espèces
D'après Alan P. Peterson, il existe quatre sous-espèces :
- Poecile carolinensis agilis (Sennett, 1888) ;
- Poecile carolinensis atricapilloides (Lunk, 1952) ;
- Poecile carolinensis carolinensis (Audubon, 1834) ;
- Poecile carolinensis extimus  (Todd & Sutton, 1936).